# Santa Cruz Quilehtla
Santa Cruz Quilehtla è una comune dello stato di Tlaxcala, nel Messico centrale, il cui capoluogo è la omonima località.
La municipalità conta 6.296 abitanti (2010) e ha un'estensione di 5,46 km².